# Assassinat de l'impératrice Myeongseong
L'assassinat de l'impératrice Myeongseong, aussi connu sous le nom d'incident d'Eulmi (을미사변), est un évènement qui se déroule le 8 octobre 1895 vers 6 heures du matin à Hanseong (actuelle Séoul) en Corée. Un groupe d'agents japonais dirigés par Miura Gorō, soupçonnant la reine Min, épouse du monarque coréen Gojong, de vouloir se rapprocher de la Russie pour contrecarrer l'influence japonaise, attaquent le palais royal de Gyeongbok et assassinent la reine puis brûlent son corps à l'extérieur. Après sa mort, elle reçoit à titre posthume le nom d'« impératrice Myeongseong ».
Au moment de l'incident, la reine avait sans doute acquis plus de pouvoir politique que son mari. En raison de cela, elle s'était fait de nombreux ennemis et avait été victime d'un certain nombre de tentatives d'assassinat. Parmi ses principaux ennemis figuraient le père du roi, Daewongun, et les ministres pro-japonais de la cour. Quelques semaines avant sa mort, le Japon remplaça son émissaire en Corée par un nouvel émissaire en la personne de Miura Gorō, un ancien militaire inexpérimenté en diplomatie qui trouvait frustrant de devoir traiter avec la puissante reine. Après que celle-ci a commencé à aligner la Corée sur l'empire russe pour contrebalancer l'influence japonaise, Miura avait conclu un accord avec Daewongun et Adachi Kenzō du journal Kanjō Shinpō (en) pour l'assassiner,.
Le matin du 8 octobre 1895, les assaillants entrent facilement dans le palais grâce à des gardes coréens pro-japonais qui leur ouvrent les portes. Une fois à l'intérieur, ils frappent et menacent la famille royale et les occupants du palais lors de leur recherche de la reine. Les femmes sont traînées par les cheveux et jetées dans les escaliers, par les vérandas ou par les fenêtres. Deux femmes soupçonnées d'être la reine sont tuées. Lorsqu'elle est finalement localisée, son assassin la jette au sol, lui saute sur la poitrine à trois reprises, puis la frappe à la tête avec une épée,. Certains agresseurs pillent le palais, tandis que d'autres emmènent son cadavre dans un bois à l'extérieur, l'aspergent d'huile avant d'y mettre le feu. Craignant pour sa sécurité, l'empereur Gojong quittera le palais royal pour se réfugier à la légation russe.
L'attentat provoque la réprobation des Occidentaux, ce qui conduit le gouvernement japonais à organiser un faux procès où les assassins sont accusés de meurtre et complot en vue de commettre un meurtre. Le déroulement de ce jugement est très controversé,. Les témoins non japonais ne sont pas appelés à barre et le tribunal ignore les preuves des enquêteurs japonais, qui recommandent que les assassins soient reconnus coupables. Les accusés sont acquittés de toutes les charges, bien que le tribunal ait reconnu qu'ils avaient conspiré pour commettre un meurtre. Miura poursuit ensuite sa carrière au sein du gouvernement japonais.
Le meurtre provoque le choc et l'indignation dans toute la Corée,, un sentiment anti-japonais se développe et des milices anti-japonaises se forment dans toute la péninsule. Kim Hong-jip, le Premier ministre pro-japonais, est lynché par une foule en colère. Mais bien que ces évènements aient porté atteinte à la position du Japon en Corée à court terme, ils n'empêcheront pas son annexion en 1910.

## Historiographie
L'assassinat est très controversé en Corée, où il est considéré comme un symbole des atrocités historiques commises par le Japon dans la péninsule. Les informations sur l'assassinat proviennent de diverses sources, dont les mémoires de certains des assassins, les témoignages d'étrangers témoins de divers moments de l'attaque,, les témoignages de témoins oculaires coréens, les enquêtes menées par les émissaires japonais Sadatsuchi Uchida (en) et Komura Jutarō, et les verdicts du procès des assassins à Hiroshima. Les preuves de l'assassinat sont rédigées dans au moins quatre langues : anglais, coréen, japonais et russe,.
Depuis plus d’un siècle maintenant, des chercheurs de différents pays ont analysé diverses parties de l'ensemble des preuves et sont parvenus à des conclusions divergentes sur des questions importantes. Les preuves ont continué à émerger même au 21e siècle, ce qui contribue au débat en cours,.

## Contexte

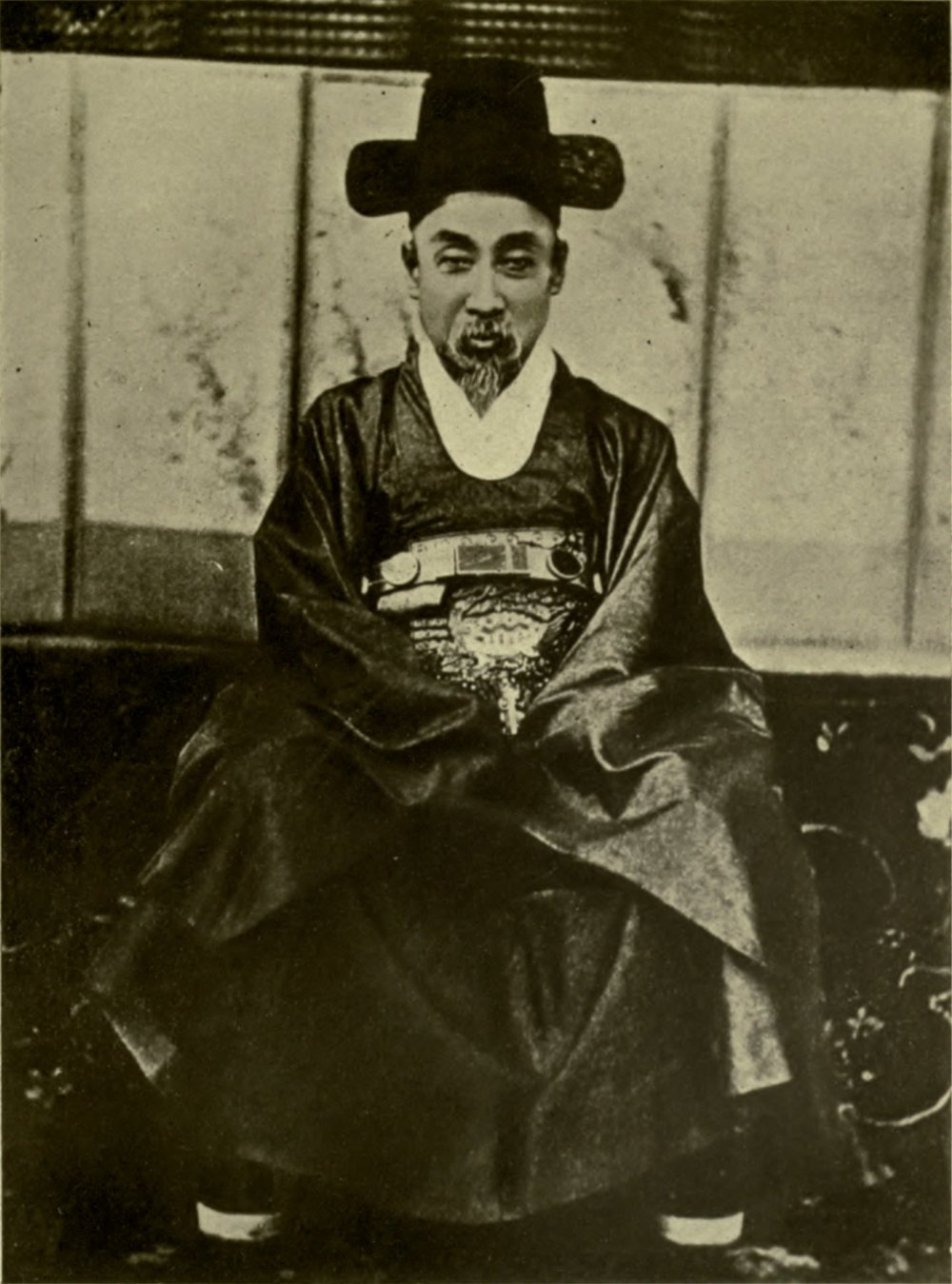
Le prince Daewongun (vers 1898).

Depuis son ouverture forcée par le Japon en 1876, la Corée est soumise à un certain nombre d'intérêts étrangers concurrents, notamment ceux de l'empire du Japon, de la Chine des Qing, de l'empire russe, et des États-Unis. La force de chacune de ces puissances en Corée change fréquemment. Même au sein du gouvernement coréen, divers politiciens, départements et unités militaires agissent selon des intérêts et des alignements indépendants.
Une faction importante est dirigée par le père du roi Gojong : Daewongun. Voulant une épouse soumise et obéissante pour Gojong, Daewongun choisit une orpheline du prestigieux clan Yeoheung Min (en), qui devint la reine Min. Cependant, elle est largement reconnue pour être extrêmement pointue et consolide rapidement son pouvoir. Selon les observateurs, elle exerce encore plus de pouvoir politique que son mari. La reine force Daewongun à se retirer et à remplacer ses alliés par les siens. Daewongun et la reine en viennent à se mépriser.
Son sexe joue également un rôle dans la façon dont elle est perçue. Au Japon comme en Corée, à cette époque, les femmes sont censées rester relativement isolées et il est rare qu'elles détiennent un pouvoir politique important.
La combinaison de ces facteurs fait d’elle la cible de représailles. Daewongun et les Japonais complotent contre elle. Des tentatives d'assassinat ont lieu contre elle lors de l'incident d'Imo de 1882 et du coup d'État de Gapsin de 1884. En 1894, Daewongun conclut un accord avec le chef militaire japonais Ōtori Keisuke pour purger la reine et ses alliés, mais le complot échoue et la reine retrouve son influence.

### SōshietKanjō Shinpō

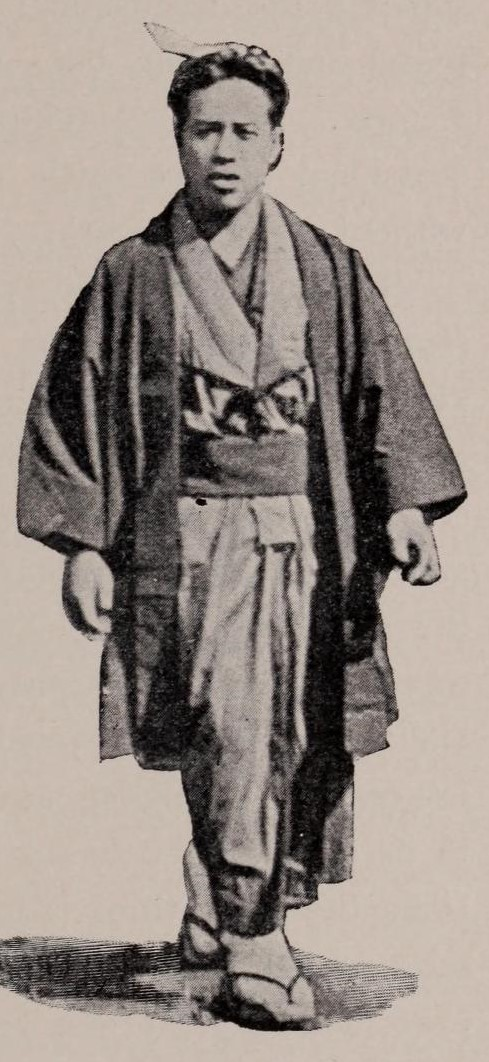
Représentation d'un sōshi (1904).

À partir des années 1860 environ, des groupes de jeunes hommes appelés sōshi (壮士) émergent au Japon et s'engagent dans la violence politique. Ils sont considérés au Japon comme des voyous violents et méprisés. Ils sont le produit de groupes tels que les ishin shishi et les participants à la rébellion de Satsuma. À partir des années 1880, un certain nombre d’entre eux s'installent en Corée où ils bénéficient de l'extraterritorialité et ne sont donc pas inquiétés par la loi coréenne. Au sein de groupes nationalistes tels que le Tenyūkyō ou le Kokuryūkai, ils parcourent la campagne et commettent des atrocités en toute impunité.
Un certain nombre de sōshi deviennent journalistes et s'associent à divers journaux japonais en Corée, notamment le Kanjō Shinpō (en). Ce journal et ses employés deviendront plus tard un élément central du complot d'assassinat.

### Instabilité et Hullyeondae
Vers 1894, la Corée souffre d'une importante instabilité interne. La rébellion paysanne du Donghak et la première guerre sino-japonaise se déroulent simultanément sur la péninsule pour le contrôle de la Corée. À cette époque, les Japonais forment son propre bataillon de Coréens sur la péninsule : le Hullyeondae. Une grande partie de ses soldats sont fidèles au Japon et développent des relations tendues avec les autres forces de sécurité coréennes. Cela donne lieu à plusieurs affrontements violents entre eux.

## Développement du complot

### Lessōshiprônent l'assassinat
Les sōshi deviennent progressivement obsédés par la reine coréenne au pouvoir trop grand. Selon l'historien Danny Orbach, un mélange de sexisme, de racisme et d'agendas politiques conduit les membres du Kanjō Shinpō à prendre la tête du complot de son assassinat. Ils commencent à idéaliser son meurtre. Dans ses mémoires, le fondateur du Kanjō Shinpō, Adachi Kenzō, décrit la reine comme « cette beauté envoûtante, qui a manipulé astucieusement, de manière omniprésente et perfide les hommes vertueux pendant plus d'une génération ». Ils romancent le mâle Daewongun comme « le vieux héros » et l'opposent à l'image d'une reine féminine maléfique. Adachi et d'autres membres du Kanjō Shinpō la qualifient dans leurs écrits de « renarde » et de « femme fatale », et commencent à commenter fréquemment qu'elle devrait être tuée, un acte qu'ils décrivent avec le terme hōru (屠る, « abattre un animal »). La ferveur pour son meurtre parmi les sōshi devient de plus en plus frénétique et ils s'impatientent.

### Miura Gorō
À l'été 1895, le gouvernement japonais remplace l'émissaire du Japon en Corée, Inoue Kaoru, par Miura Gorō, qui vient de l'armée, et déclare en privé détester la politique et les politiciens.

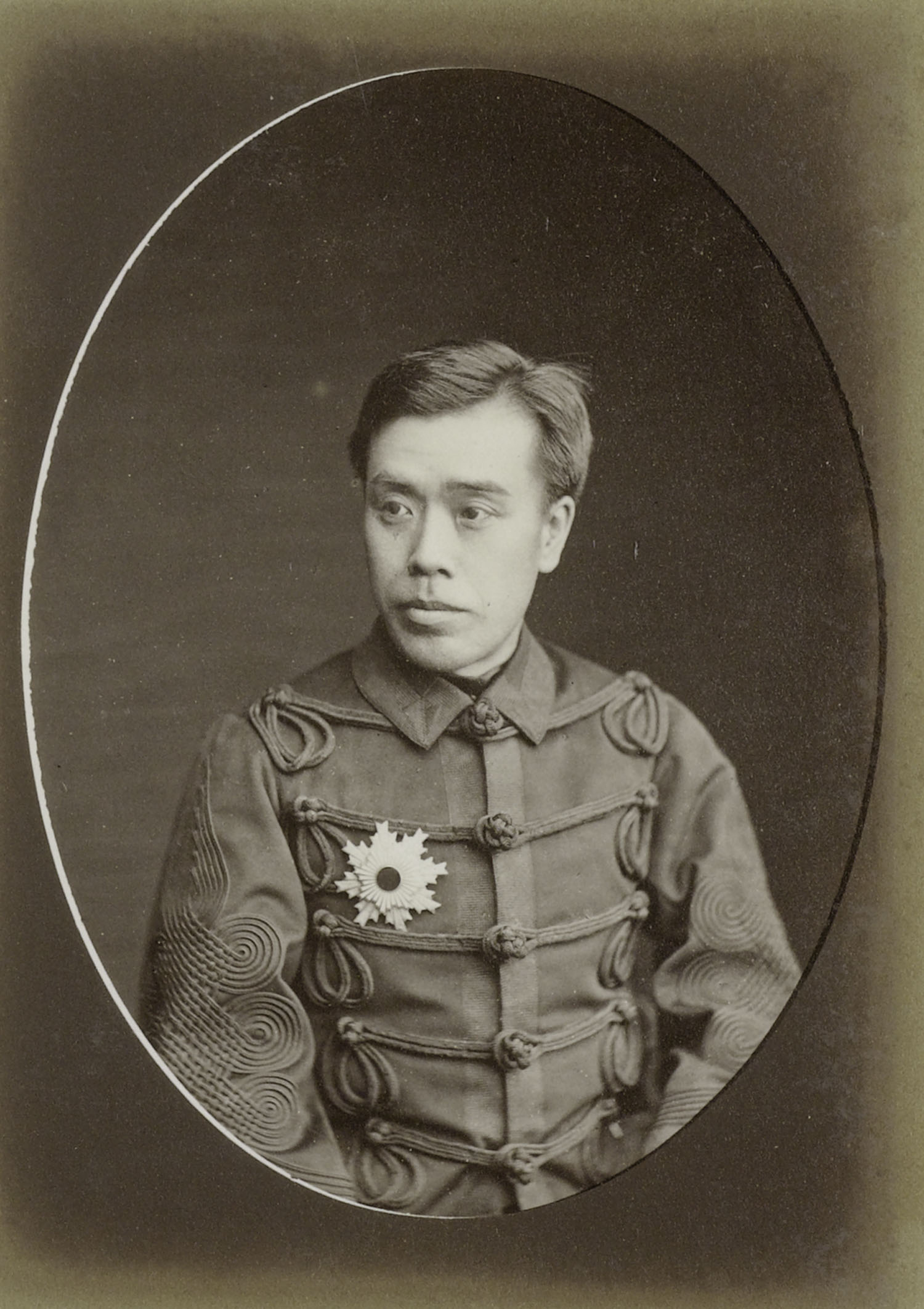
Miura Gorō dans les années 1880.

La raison pour laquelle Miura, un homme peu intéressé ou peu expérimenté en diplomatie, est nommé à la tête d'une Corée instable est incertaine,. Il avait refusé le poste à trois reprises et, de son propre aveu, le trouve compliqué et déroutant,. Il a l'impression d'être poussé vers la Corée et accepte le poste à contrecœur,. Quand il arrive sur place, il écrit qu'il trouve la reine intelligente et condescendante envers lui. Orbach écrit que Miura « se sentait désemparé et impuissant » face à elle et que le Japon est en fait dans une position de faiblesse en Corée en raison de l'incompétence de Miura. Les historiens estiment qu'en tant que soldat, Miura est agressif par nature et choisit donc d'agir avec violence,.
Selon l'analyse d'Orbach, Miura méprise en privé ses supérieurs, et agit malgré leurs souhaits. Il écrira plus tard à propos de son rôle dans le complot :
« C'est une décision que j'ai décidée en l'espace de trois bouffées de cigarette. [...] J'ai pris ma décision et je l'ai appliquée avec résolution. J'étais étonnamment indifférent au gouvernement dans mon pays. [...] Que mon comportement soit bon ou mauvais, seul le Ciel peut juger. »

### Implication du gouvernement japonais dans l'assassinat
Il existe un désaccord quant à savoir si le gouvernement japonais traditionnel a joué un rôle dans la planification de l'assassinat.
L'Encyclopédie de la culture coréenne (en), qui est décrite comme l'une des encyclopédies les plus fréquemment utilisées en coréanologie, publie un article sur cet incident qui affirme que le déni de l'implication du gouvernement japonais vient principalement des historiens du Japon. Elle soutient en outre que le gouvernement japonais était incité à tuer la reine, car elle nuisait considérablement à la position du Japon en Corée. Elle souligne le choix étrange de Miura, inexpérimenté et militant, comme nouvel émissaire, et note qu'il s'est rendu au Japon pour une raison quelconque le 21 septembre, quelques semaines avant l'assassinat. La visite de Miura aurait donné lieu à des rumeurs à Séoul selon lesquelles la reine sera assassinée. En outre, l’article soutient que la large implication de la police consulaire et de l'armée japonaises dans le complot rend invraisemblable la thèse du complot isolé.
Selon Orbach, historien du Japon et d'ailleurs, Inoue et ses supérieurs au Japon hésitaient à assassiner la reine. Orbach exprime le raisonnement selon lequel Inoue avait précédemment offert la protection du Japon à la reine si jamais elle se sentait en danger,. Cependant, l'exploratrice britannique Isabella Bird, qui se trouvait en Corée à cette époque, a écrit à propos de cette assurance :
« Les souverains coréens se croyaient naturellement confiants en la promesse franche de l'un des hommes d'État japonais les plus éminents [...] et il est clair pour moi que lorsque survint la nuit fatidique, un mois plus tard, leur confiance dans cette assurance les amenèrent à omettre certaines précautions possibles, et firent négliger à la reine de s'échapper au premier signe de danger. »

### Mise en place du plan

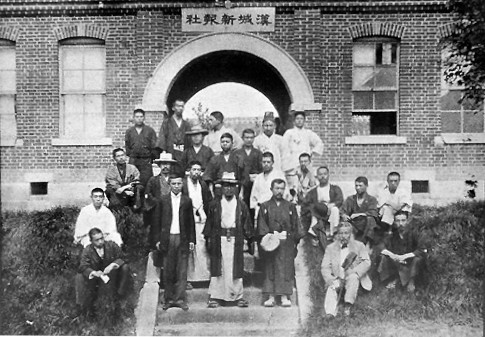
Employés du Kanjō Shinpō devant les bureaux du journal (1895).

Vers le 19 septembre 1895, Miura rencontra Adachi. Selon le témoignage de ce dernier, Miura lui aurait demandé par euphémisme s'il connaissait des jeunes hommes disponibles pour une « chasse au renard » (狐狩り), et Adachi aurait accepté avec enthousiasme,. Il écrit que « son cœur a bondi de joie » lorsque Miura a partagé son plan. Adachi prévient que le personnel du Kanjō Shinpō est doux par nature et qu'il veut en recruter d'autres pour le complot. Miura rejette cela et lui demande d'utiliser tous ses employés dans l'intérêt du secret. Adachi recrute tout le personnel du Kanjō Shinpō pour cette tâche, ainsi qu'un groupe d'autres sōshi,.
Les hommes auraient été très excités par l'attaque à venir. Le journaliste Kobayakawa Hideo aurait failli fondre en larmes lorsqu'on lui a d'abord dit de rester sur place, et affirmera plus tard qu'il avait l'impression d'être parmi les « héros d'un roman » lors de l'assassinat. Hirayama Iwahiko dit à l'épouse d'Adachi « vous devez être désolée d'être née femme », parce qu'elle ne peut pas se joindre aux assassins.

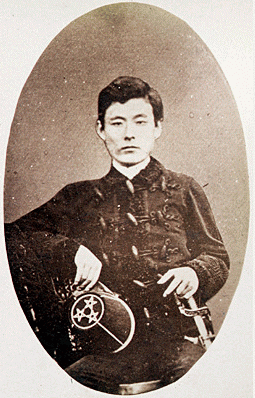
Okamoto Ryūnosuke

Selon le verdict du tribunal préliminaire d'Hiroshima, le plan est formellement approuvé à la légation japonaise le 3 octobre lors d'une réunion entre Miura, Sugimura Fukashi et Okamoto Ryūnosuke,.

### Le rôle de Daewongun dans le complot
Il y a un désaccord quant au type de rôle joué par Daewongun dans le complot.
Selon les historiens du Japon, Orbach et Donald Keene, Okamoto rencontre Daewongun le 5 octobre et laisse entendre qu'un soulèvement est imminent,. Okamoto lui propose une série de conditions en échange du pouvoir. On ne sait pas comment Daewongun a réagi. Un homme témoignera plus tard lors de son procès que Daewongun aurait accepté les conditions avec plaisir. Okamoto témoigne que Daewongun les aurait initialement rejetés, avant de céder finalement.
L'Encyclopédie de la culture coréenne ne précise pas si cette réunion a eu lieu et affirme que, dans l'ensemble, Daewongun n'a pas participé volontairement à ce complot.

### Accélération des évènements
Les instigateurs prévoient initialement d'assassiner la reine vers la mi-octobre, mais les officiers du Hullyeondae, en particulier le commandant coréen du deuxième bataillon, Woo Beom-seon, avertit les conspirateurs que la reine est sur le point d'agir contre eux. Le 7 octobre, le ministre de la Guerre coréen informe Miura que le tribunal a ordonné la dissolution du Hullyeondae. Comme le ministre de la Guerre n'a aucune autorité pour le dissoudre, il demanda à Miura de le faire. En réponse à cette demande, Miura aurait crié avec colère : « Espèce d'imbécile, jamais ! » et l'aurait forcé à sortir de la pièce.
Miura sent qu'ils doivent agir rapidement, car le Hullyeondae est essentiel à leur complot. Il pense que la reine va faire exécuter des politiciens coréens pro-japonais afin d'aligner la Corée sur la Russie. Ils décident de la tuer le lendemain, le 8 octobre,.
Selon Orbach, Inoue Kaoru aurait fait une dernière tentative pour empêcher l'assassinat. Il aurait télégraphié à Miura pour lui demander de se rendre au palais et de négocier une solution pacifique. Sugimura et Miura auraient donné une réponse évasive, écrivant : « Les avertissements ne seront pas efficaces. La situation est très dangereuse et il est difficile de savoir quand un incident se produira ».

## L'assassinat

### Convaincre Daewongun
Selon Orbach et Keene, le 8 octobre aux premières heures, Okamoto, le consul adjoint Horiguchi Kumaichi, l'inspecteur de police Ogiwara Hidejiro et un groupe d'hommes armés et habillés en civil se rendent à la résidence de Daewongun à Gongdeok-ri où ils arrivent vers 2 heures du matin et entrent à l'intérieur pour lui parler,. Les négociations durent plusieurs heures et les Japonais s'impatientent. Ils auraient peut-être utilisé la force pour amener Daewongun à accepter ou se décider plus rapidement,. Ils le font monter à bord d'une litière et commencent à le porter jusqu'au palais. En chemin, Daewongun fait arrêter les hommes et leur demande de lui donner leur parole que le roi et le prince héritier ne seront pas blessés. Ils sont rejoints en chemin par une soixantaine d'hommes dont une trentaine de sōshi, des civils coréens, des Hullyeondae, des officiers de l'armée japonaise et des policiers consulaires.
L'Encyclopédie de la culture coréenne écrit que Daewongun et son fils (en) sont enlevés (납치) lors de cette réunion et emmenés au palais.

### Sécurisation du palais
Selon Orbach, les collaborateurs coréens ont neutralisé les gardes du palais (siwidae). Les soldats ont été discrètement retirer de leurs postes ou convaincus du bien fondé du complot. Aucun garde n'est posté sur le chemin menant à la reine.
Vers 5 heures du matin, alors que le soleil commence à se lever, plusieurs policiers japonais escaladent les murs du palais à l'aide d'échelles pliantes et ouvrent les portes de l'intérieur,. La porte nord-ouest (Ch'usŏngmun , 추성문) et la porte nord-est (Ch'unsaengmun, 춘생문) sont ouvertes en premier, puis les portes principales de Gwanghwamun, sud et nord (Sinmumun, 신무문), suivent.
Selon l'Encyclopédie de la culture coréenne, environ 300 à 400 gardes sont postés au palais. De légers échanges de coups de feu ont lieu avant que les gardes du palais n'abandonnent leurs postes pour leur propre sécurité,. Un commandant coréen Hullyeondae fidèle à la reine, Hong Gye-hun, affronte les assaillants et est abattu par un officier japonais. Selon le sōshi Kobayakawa, la route est jonchée de couvre-chefs, d'armes et d'uniformes abandonnés. Le conseiller militaire américain en Corée, William McEntyre Dye (en), tente de rallier plusieurs dizaines de soldats au combat, mais ceux-ci désobéissent.
Vers 5 heures du matin, le vice-ministre coréen de l'Agriculture conseille à la reine de rester sur place pour sa propre sécurité et lui affirme que les Japonais ne lui feront pas de mal,. L'empereur Gojong est réveillé et alarmé par le bruit extérieur. Il dépêche un confident pour aller alerter les envoyés américains et russes. Les assaillants encerclent le pavillon intérieur du palais et bloquent toutes les sorties,.

### À la recherche de la reine
Selon l'historienne de la Corée Sheila Miyoshi Jager (en), Miura et les autres agents ne savent pas à quoi ressemble la reine, car ils ne l'ont jamais vue auparavant. Elle écrit que Miura a témoigné qu'un panneau avait toujours été érigé entre la reine et les visiteurs extérieurs. Ils ont entendu dire que la reine a une calvitie au-dessus de la tempe. Cependant, le diplomate britannique Walter Hillier (en) aurait témoigné que les assassins avaient une photo de la reine.
Ils doivent chercher et déduire qui est la reine. Selon le sōshi Takahashi Genji, les deux principales factions de sōshi, le Parti de la liberté et le Parti Kumamoto, ont parié sur celui qui trouverait la reine en premier. Orbach estime que cela a probablement contribué à la brutalité de son meurtre.
Les assassins commencent à rechercher frénétiquement la reine, à frapper les gens au sein du palais pour obtenir des informations et à traîner tout le monde hors du pavillon intérieur. Des femmes sont battues, traînées par les cheveux, et jetées par les fenêtres et les vérandas, certaines tombant à environ deux mètres du sol. Le conseiller russe Afanasy Seredin-Sabatin (en), craignant pour sa vie, demande à être épargné par les Japonais. Il voit des femmes coréennes traînées par les cheveux et dans la boue. Selon le rapport d’enquête officiel coréen :
« Les sōshi japonais, au nombre de trente ou plus, sous la direction d'un chef japonais, se précipitèrent dans le bâtiment les épées sorties de leurs fourreaux, fouillant les chambres privées, attrapant toutes les femmes du palais qu'ils pouvaient, les traînant par les cheveux, les battant et exigeant de savoir où était la reine. »
Deux dames de la cour sont soupçonnées d'être la reine et toutes deux tuées. Yi Kyong-chik, ministre de la Maison royale, décide de bloquer les quartiers des dames où se trouve la reine. Ses mains sont coupées et il meurt dans son sang,,. La princesse héritière est jetée dans les escaliers, et le prince héritier est menacé de la même manière.

### Meurtre de la reine

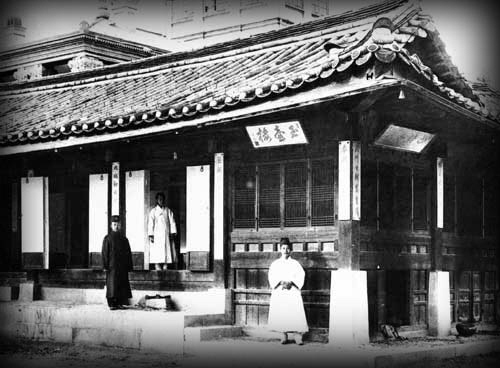
Le lieu de l'assassinat : Okhoru (옥호루), Geoncheonggung, Gyeongbokgung (photo prise au début des années 1900).

On ignore qui a tué la reine. Plusieurs personnes se vanteront de cet  acte, Keene évaluant certains témoignages comme peu convaincants. Il s'agit peut-être du sōshi Takahashi Genji (alias Terasaki Yasukichi) ou d'un lieutenant de l'armée japonaise,.
Takahashi témoignera plus tard :
« Nous sommes entrés à l'intérieur. Lorsque nous avons pénétré dans la chambre [de la reine], il y avait entre 20 et 30 dames de la cour. Nous les avons jetés une à la fois. Puis, quand nous avons regardé sous la literie, il y avait quelqu'un habillé exactement de la même manière que les autres dames de la cour, mais assez calme, ne faisant pas d'histoires, ressemblant à quelqu'un d'important, et cela nous a dit que c'était [la reine]. En l'attrapant par les cheveux, nous l'avons tirée de sa cachette. Exactement comme on pouvait s'y attendre, elle n'était pas du tout énervée. [...] Je l'ai frappé à la tête avec mon épée. Nakamura la tenait par les cheveux, donc sa main fut légèrement coupée. Ce seul coup a suffi à l'achever. Les autres m'ont critiqué en disant que j'étais trop imprudent, en la tuant avant que nous soyons sûr qu'il s'agissait [de la reine], mais plus tard, il s'est avéré que c'était vraiment le cas. »
Selon le témoignage du prince héritier coréen, le tueur l'a jetée au sol, lui a sauté sur la poitrine à trois reprises et l'a frappée avec son épée,.
Les Japonais ne savent pas encore qu'ils ont tué la reine, et font venir un certain nombre de femmes pour examiner le corps. Elles pleurent et s'effondrent d'angoisse à sa vue, ce que les assassins interprètent comme une confirmation, Ils emmènent ensuite le corps de la reine dans une forêt voisine, versent de l'essence sur lui et y mettent le feu,.

## Suites immédiates
Les attaquants pillent le palais, puis sortent par la porte principale Gwanghwamun. Ils quittent progressivement le palais et sont vus par des envoyés étrangers partir vers 7 heures du matin.
Les gens arrivent pour constater l'incident. Les rédacteurs du journal The Korean Repository écrivent avoir vu que la porte d'entrée de Gyeongbokgung était gardée par les troupes japonaises et qu'une foule croissante de Coréens se trouvait à l'intérieur, parmi lesquelles notamment des femmes du palais. Un envoyé américain et un collègue russe parlent de « Japonais avec des vêtements en désordre, de longues épées et des cannes-épées » qui se précipitent.
Vers 6 heures du matin, Miura et Daewongun se rendent au palais. Selon Miura, Daewongun « rayonnait de joie ». Les deux se dirigent vers un bâtiment séparé pour avoir une audience avec Gojong, qui est profondément secoué par l'attaque. Daewongun donne à Gojong un certain nombre de documents à signer. Dans l'un d'entre eux, il s'engage à aider Gojong à expulser les « petits gars », à sauver le pays et à rétablir la paix. Une proclamation dit :
« Cela fait maintenant trente-deux ans que Nous sommes montés sur le trône, mais Notre règne ne s'est pas largement étendu. La Reine Min a présenté ses proches à la Cour et les a placés autour de Notre personne, ce qui a ennuyé Nos sens, a exposé le peuple à l'extorsion, a mis Notre gouvernement en désordre, en vendant des charges et des titres. La tyrannie régnait donc dans tout le pays et les voleurs surgissaient de tous côtés. Dans ces circonstances, la fondation de Notre dynastie était en péril imminent. Nous connaissions l'extrême de sa méchanceté, mais nous ne pouvions pas la renvoyer et la punir à cause de l'impuissance et de la peur de son parti. [...] Nous avons essayé de découvrir où elle se trouvait car elle ne se manifeste pas. Nous sommes convaincus qu'elle est non seulement inapte et indigne du rang de Reine mais aussi que sa culpabilité est excessive et débordante. [...] Nous la déposons donc par la présente du rang de Reine et la réduisons au niveau de la classe la plus basse. »
Gojong aurait répondu à Daewongun par « vous pouvez me couper les doigts, mais je ne signerai pas votre proclamation ». Daewongun est contraint de publier l'édit sans le sceau royal dans la gazette officielle. Il ne reçoit qu'une seule approbation d'un ministre de son nouveau cabinet pro-japonais. Cette proposition est largement rejetée par les diplomates étrangers à Séoul. Plus tard, avec l'aide de la Russie, Gojong évince le cabinet pro-japonais et le déclare composé de traîtres.

### Méfiance dans le palais
Daewongun et le nouveau cabinet font pression pour exercer une influence sur le palais. Gojong demande aux étrangers de rester avec lui, afin de servir de témoins pour dissuader de nouvelles attaques japonaises. Par prudence, les étrangers empêchent les Coréens et les Japonais de voir le roi ou le prince héritier.
Un groupe loyaliste tente d'extraire Gojong du palais. Cependant, l'un des conspirateurs devant ouvrir la porte informe Daewongun du complot.
Gojong soupçonne initialement que l'attaque n'est pas l'œuvre de Miura, mais l'initiative d'Okamoto et de ses conseillers pro-japonais : Kim Hong-jip, Yu Kil-chun, Cho Ui-yon, et Chong Pyong-ha (정병하).

## La réponse de Miura
De nombreux témoins constatent les mouvements et l'identité des assaillants, ce qui permet finalement de remonter jusqu'à Miura. Les émissaires royaux coréens se précipitent à la légation japonaise pour convoquer Miura et le trouvent avec Sugimura déjà habillés et prêts à partir, avec une litière préparée pour le trajet.

### Réponse aux témoins étrangers
Dans l'après-midi du 8, Miura est confronté aux accusations d'autres envoyés, notamment ceux de la Russie et des États-Unis. Il affirme qu'il ne sait pas ce qui est arrivé à la reine et qu'elle s'est peut-être échappée et impute la responsabilité de l'incident à Daewongun et au Hullyeondae. L'envoyé russe, Karl Ivanovitch Weber, insiste sur le fait que des épées japonaises ont été vues sur les lieux du crime, ce à  quoi Miura réplique en affirmant qu'il s'agissait probablement d'épées de Coréens se faisant passer pour des Japonais. Le matin du 9, il s'arrange pour que le nouveau ministre de la Guerre pro-japonais affirme que les rebelles coréens s'étaient habillés avec des vêtements japonais. Pour cela, trois boucs émissaires coréens sont exécutés.
La nouvelle de l'assassinat se répand lentement. Les témoins McDye et Sabatin partagent ce qu'ils ont vu avec la communauté étrangère de Séoul. Le journaliste américain John Albert Cockerill , qui travaille pour le New York Herald et se trouve alors à Séoul, tente de télégraphier la nouvelle du meurtre. Cependant, Miura fait pression sur le bureau télégraphique pour qu'il n'envoie pas le message. Le 14, les États-Unis apprennent finalement ce qui s'est passé. Lorsqu'ils demandent à la légation japonaise de confirmer, elle répond que l'attaque a été menée uniquement par Daewongun et des Hullyeondae, et qu'on ne sait pas si la reine a été tuée.
Miura n'est pas crédule,. Quelques jours plus tard, les légations russes et américaines envoient des marines pour protéger le roi.

### Enquête japonaise

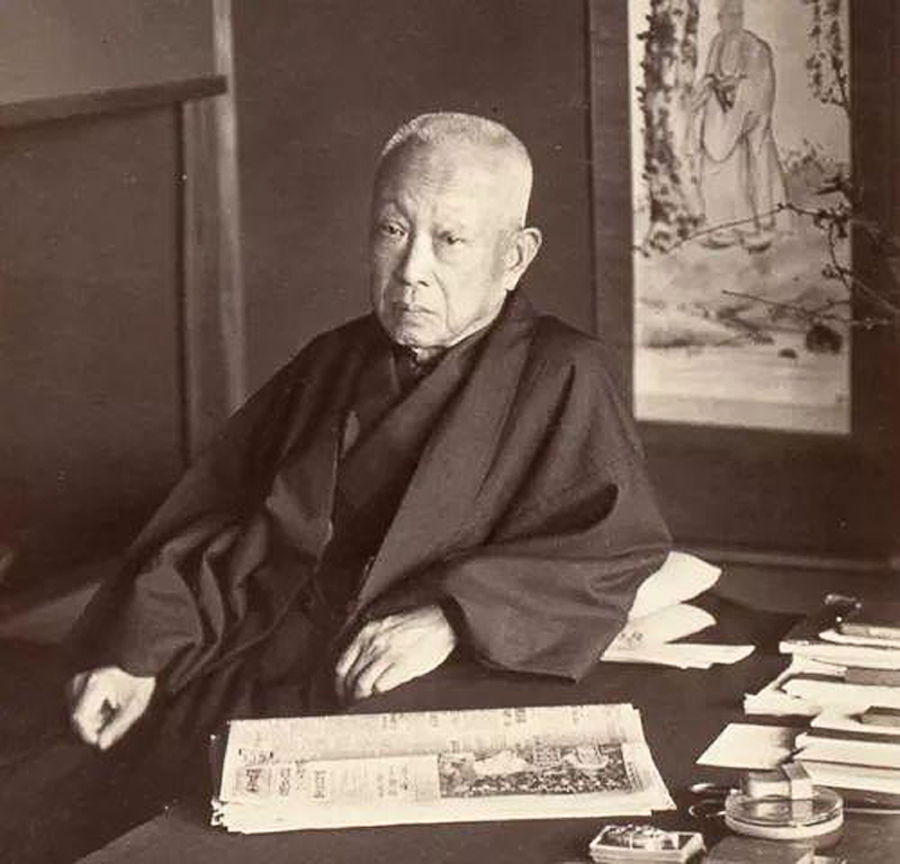
Saionji Kinmochi.

Le 9, à 8 heures du matin, Miura télégraphie au ministre japonais des Affaires étrangères par intérim, Saionji Kinmochi, en assurant que l'incident n'est qu'une lutte intestine au sein des troupes coréennes. Il affirme à Saionji qu'on ne sait pas si la reine est encore en vie. Saionji demande à Miura si des Japonais sont impliqués, ce à quoi il répond que la reine « a pu être » tuée, mais que l'implication japonaise est encore incertaine. Ce soir-là, il dit à Saionji que « certains Japonais » ont pu être impliqués dans l'incident, mais « n'auraient pas commis de violence ». Miura impute la responsabilité de l'incident à la reine et laisse entendre qu'il aurait fallu l'empêcher de dissoudre le Hullyeondae et de diminuer l'influence japonaise en Corée,.
L'historien Danny Orbach écrit :
« Il est étonnant que Miura, en tant que diplomate travaillant pour le gouvernement japonais, ait tenu son propre gouvernement en si basse estime qu'il lui ait raconté les mêmes mensonges qu'aux envoyés étrangers le même jour. [...] Pendant tout ce temps, Miura a fait semblant d'enquêter sur l'affaire, « informant » son ministre à intervalles réguliers, comme s'il n'était pas le principal initiateur du complot. Tout son style d'écriture, admettant les faits par petits incréments tout en insistant à plusieurs reprises sur l'innocence de la légation, ressemblait à un écolier délinquant qui étendait ses pouvoirs rhétoriques pour retarder une confession inévitable. »
Craignant une confrontation entre les marines étrangers et les forces japonaises, Saionji ordonne à Miura de retenir les sōshi et de garder les soldats japonais dans leurs casernes. Le ministre de l'Intérieur demande également au Premier ministre Itō Hirobumi de publier un décret interdisant à d'autres sōshi de voyager en Corée.
Le consul japonais Sadatsuchi Uchida (en), autorité judiciaire suprême japonaise à Séoul, aurait été furieux de la conduite de Miura. Il écrit que ce dernier avait traité tout le monde, sauf les conspirateurs, y compris d'autres membres du gouvernement japonais, comme des étrangers. Uchida envisage d'abord de blanchir toute l'affaire, d'autant plus qu'il n'est toujours pas sûr de savoir si des Japonais sont impliqués, mais commence finalement sa propre enquête. Le diplomate Komura Jutarō est envoyé de Tokyo pour enquêter sur le meurtre. Les deux concluent que Miura et les autres ont réellement orchestré le meurtre et soumettent un rapport sans concessions à Tokyo le 15 novembre, avec une recommandation que les conspirateurs soient punis. Uchida expulse également certains sōshi de Corée, ce qui lui vaut de violentes menaces de la part de certains colons japonais.

## Procès japonais et acquittement
Le 17 ou le 18 octobre, les Japonais rappellent Miura, Sugimura, Okamoto et les sōshi impliqués au Japon pour y être jugés. Après avoir participé à des banquets d'adieu au cours desquels ils sont salués comme des héros par les colons japonais, ils embarquent à bord d'un navire à destination d'Hiroshima, certains d'entre eux espérant apparemment être à nouveau accueillis comme des héros. À leur arrivée, ils sont arrêtés sous des accusations de meurtre et de complot en vue de commettre un meurtre.

### Procès civil
Selon Orbach, le rapport du procès est « étonnamment honnête » jusqu'à l'entrée des Japonais au palais. Il dépeint Miura comme ayant une intention claire de tuer la reine. Cependant, le dossier s'arrête brusquement à ce moment,.
Le 20 janvier 1896, les accusés sont acquittés de toutes les charges pour insuffisance de preuves. Cela comprend l'accusation de complot en vue de commettre un meurtre,. Le verdict cite l'article 165 du Code de procédure pénale Meiji (刑事訴訟法), qui donne aux juges le pouvoir d'acquitter s'ils estiment que les éléments sont insuffisants. Les preuves recueillies pour le procès sont également restituées à tous les propriétaires d'origine.
Selon Danny Orbach :
« Les arguments du tribunal semblent défier la raison. Les faits mentionnés lors du verdict étayaient certainement l'accusation de complot, et quant à l'acte d'homicide lui-même, il existait des preuves solides contre au moins quatre des sōshi et deux des policiers. Le consul Uchida, désireux d'incriminer les accusés, avait envoyé de nombreuses preuves supplémentaires au tribunal. De plus, le juge Yoshioka n'a pas invité de témoins étrangers clés, ni même pris en compte leurs témoignages écrits, méticuleusement recueillis par Uchida. Par conséquent, le fait que Yoshioka ait acquitté tous les accusés de toutes les charges retenues ne peut s’expliquer exclusivement par le recours au domaine juridique. »
Le consensus général parmi les historiens modernes est que le gouvernement japonais est probablement intervenu dans le procès. En 2005, un professeur de l'université nationale de Séoul découvre un document qui confirmerait que l'empereur Meiji a reçu le rapport d'Uchida sur l'assassinat environ neuf jours avant le procès. Cependant, Orbach note qu'il n'y a aucune preuve écrite directe de l'intervention de l'empereur ou du gouvernement, et que si le gouvernement est intervenu, c'est probablement dans le plus grand secret. Orbach note également que l'acquittement est peut-être la seule décision du juge Yoshioka Yoshihide.

### Procès militaire
Peu avant l'acquittement des civils, le tribunal militaire de la Cinquième Division d'Hiroshima a acquitté tous les militaires impliqués dans l'assassinat. Selon Orbach, le tribunal semble d'abord croire en leur innocence, mais commence progressivement à remarquer d'importantes contradictions dans les témoignages. Il demande au ministère de l'Armée d'envoyer des enquêteurs pour interroger le personnel militaire stationné en Corée. Toutefois, les enquêteurs expriment finalement leur sympathie quant à ce qui pourrait arriver aux accusés et à leurs familles s'ils sont reconnus coupables. Le tribunal estime qu'ils ne faisaient qu'obéir aux ordres, et que la loi martiale japonaise ne sait pas clairement si les subordonnés avaient le droit de désobéir à des ordres injustes.
Après une dernière consultation avec le ministère de l'Armée du gouvernement japonais, le tribunal décide d'acquitter les accusés et statue qu'ils ne savaient pas qu'il y avait un complot visant à tuer la reine et qu'ils gardaient simplement les portes et aidaient Daewongun à entrer dans le palais.

### Destins des assassins
La plupart des assassins reprennent leurs carrières en Corée où ils deviennent des figures importantes de la communauté japonaise. Adachi reste président du Kanjō Shinpō, tout en se lançant en politique parlementaire au Japon. Il deviendra finalement ministre des Communications.

## Impact

### Montée de l'influence russe en Corée

Le Hullyeondae à l'entraînement.

Le 11 février 1896, Gojong et le prince héritier quittent le palais royal pour se réfugier à la légation russe. Il ordonne l'exécution de quatre membres pro-japonais de son cabinet, qu'il surnomme les « quatre traîtres d'Eulmi ». Cela met fin aux réformes Gabo,,. Il dissout le Hullyeondae pour sa participation à l'assassinat et la garde de la capitale pour ne pas avoir réussi à arrêter les Japonais. Jusqu'à la victoire du Japon à l'issue de la guerre russo-japonaise en  1905, la position du Japon en Corée est considérablement affaiblie par cette affaire.

### Réponse internationale
Le Japon reçoit d’abord des réprobations internationales pour ce meurtre,. Cependant, elles sont de courte durée, les gouvernements étrangers ayant déterminé qu'il était plus important de promouvoir leurs intérêts de politique étrangère en Asie que d'aggraver le problème avec les Japonais.

### Sentiment antijaponais en Corée
Le public coréen est indigné en apprenant l’assassinat. Le Premier ministre pro-japonais Kim Hong-jip est attaqué par une foule et lynché. Plusieurs mois plus tard, Kim Koo, qui deviendra président du gouvernement provisoire de la république de Corée, assassine un Japonais pour se venger du meurtre de la reine,. En 1909, An Jung-geun assassine Itō Hirobumi et affirme que l'assassinat de la reine a été l'une de ses motivations,. Cet incident, ainsi que l'ordonnance sur les cheveux courts (단발령), conduisent finalement à la montée de diverses milices civiles antijaponaises et antigouvernementales appelées armées vertueuses.

## Analyse
L'historien du Japon Peter Duus qualifie cet assassinat d'« événement hideux, grossièrement conçu et brutalement exécuté ».
Le conseiller de Gojong, Homer Hulbert (en), a écrit sur l'assassinat de 1905. Il pense que le gouvernement japonais n'est pas impliqué dans le complot de l'assassinat et émet l'hypothèse qu'il est peut-être uniquement responsable d'avoir nommé un homme du tempérament de Miura comme représentant en Corée. L'arrestation de ce dernier et des autres conspirateurs japonais suffit à elle seule à déstabiliser les positions de leurs partisans coréens.

## Compte-rendu de Seredin-Sabatin
En 2005, le professeur Kim Rekho ({김려춘) de l'Académie des sciences de Russie découvre un texte parlant de l'incident et rédigé par l'architecte russe Afanasy Seredin-Sabatin (en) dans les archives de la politique étrangère de l'empire russe. Le document est rendu public le 11 mai 2005.
Près de cinq ans avant la publication du document en Corée du Sud, une copie traduite circulait aux États-Unis, ayant été publiée par le centre de recherche coréen de l'université Columbia le 6 octobre 1995 pour commémorer le 100e anniversaire de l'incident d'Eulmi.
Dans le texte, Seredin-Sabatin écrit :
« La cour où se trouvait l'aile de la reine (consort) était remplie de Japonais, peut-être jusqu'à 20 ou 25 hommes. Ils étaient vêtus de robes particulières et armés de sabres, dont certains étaient ouvertement visibles. [...] Tandis que des troupes japonaises fouillaient tous les recoins du palais et les différentes annexes, d'autres faisaient irruption dans l'aile de la reine et se jetaient sur les femmes qu'elles y trouvaient. [...] J'ai continué à observer les Japonais tout retourner dans l'aile de la reine. Deux Japonais ont attrapé une des dames de la cour, l'ont tirée hors de la maison et ont dévalé les escaliers en courant, l'entraînant derrière eux. [...] De plus, l'un des Japonais m'a demandé à plusieurs reprises en anglais : « Où est la reine ? Montre-nous la reine ! » [...] En passant devant la salle du trône principale, j'ai remarqué qu'elle était entourée côte à côte par un mur de soldats et d'officiers japonais et de mandarins coréens, mais ce qui s'y passait m'était inconnu. »

## Excuses
En mai 2005, Tatsumi Kawano (川野 龍巳), 84 ans, petit-fils de Kunitomo Shigeaki, rend hommage à l'impératrice Myeongseong sur sa tombe à Namyangju dans la province du Gyeonggi en Corée du Sud,. Il s'excuse au nom de son grand-père mais cela n'est pas très bien reçu car les descendants de l'impératrice Myeongseong estiment que c'est le gouvernement japonais qui doit s'excuser.
Depuis 2009, plusieurs organisations non gouvernementales sud-coréennes tentent de poursuivre le gouvernement japonais en justice pour sa complicité prouvée dans le meurtre de la reine Min. Le communiqué indique : « Le Japon n'a pas présenté d'excuses officielles ni de repentir 100 ans après avoir anéanti le peuple coréen pendant 35 ans par le traité d'annexion de la Corée de 1910 ». Un procès doit être intenté si le gouvernement japonais n'accepte pas la demande de publier le 15 août une déclaration spéciale présentant les excuses de l'empereur et de mentionner s'il compte rendre public des documents relatifs à l'assassinat.

## Auteurs

### Groupes
- Groupe de sécurité de la légation japonaise (公使館守備隊?), une unité militaire conjointe (armée impériale japonaise et marine impériale japonaise) qui assure la sécurité de la légation japonaise. Il est commandé par le ministre de la légation Miura Gorō[84].
- Officiers de la police de sécurité de la légation japonaise, commandés par le ministre de la légation Miura Gorō et dirigés par l'inspecteur en chef de la police du ministère des Affaires étrangères Hagiwara Hidejiro (萩原秀次郎?) sur les lieux. Les agents de sécurité de la légation japonaise portaient des vêtements civils lors de l'incident d'Eulmi.
- Trois bataillons du Hullyeondae, commandés par le major Woo Beom-seon (1er bataillon), le major Yi Doo-hwang (2e bataillon) et le major Yi Jin-ho (3e bataillon). Le commandant du Hullyeondae, le lieutenant-colonel Hong Kye-hun, n'a pas remarqué la trahison de ses officiers et a été tué au combat par ses propres hommes.
- Au moins quatre officiers de la garnison de Keijō qui ont servi comme conseillers militaires et instructeurs du Hullyeondae, dont le sous-lieutenant Miyamoto Taketaro. La garnison de Keijō était commandée par l'État-major de l'Armée impériale japonaise, mais l'équipe du sous-lieutenant Miyamoto s'est joint à l'incident d'Eulmi sans l'autorisation de l'État-major.
- Plus de quatre douzaines de rōnins déguisés en fonctionnaires japonais, dont Adachi Kenzō. Ils jouaient le rôle d'avant-garde. Selon un rapport secret d'Ishizuka Eizo, la plupart d'entre eux étaient originaires de la préfecture de Kumamoto et étaient armés de katanas et d'armes de poing[85] (le 3 décembre 1965, l'homme politique japonais Kuroyanagi Akira (黒柳明?) mentionne une partie du rapport secret d'Ishizuka Eizo au Comité spécial sur le traité nippo-coréen (日韓条約等特別委員会?) de la Chambre des conseillers)[86].

### Individus

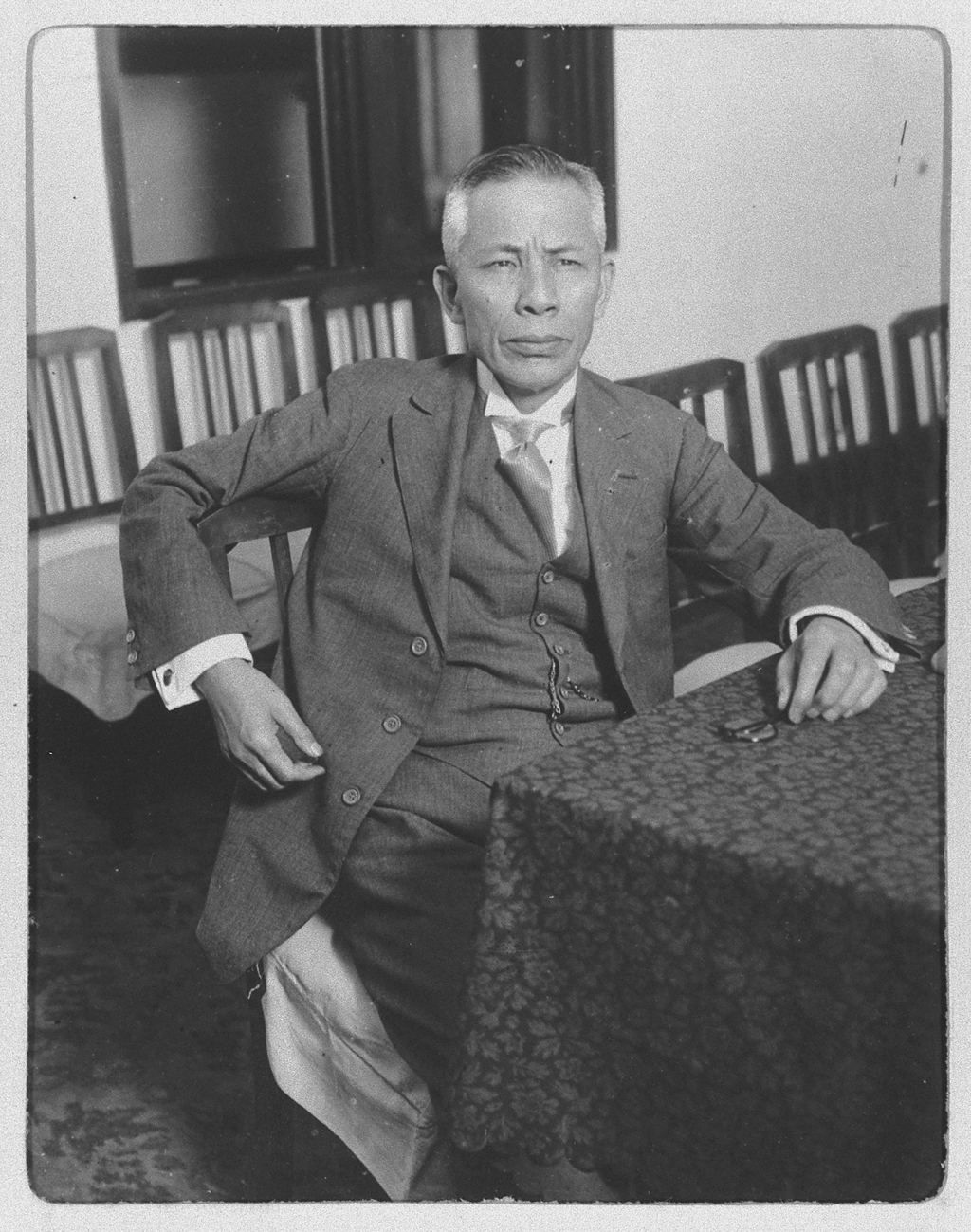
Adachi Kenzō en 1926

Au Japon, 56 hommes sont inculpés, et tous acquittés par le tribunal d'Hiroshima faute de preuves. Les conclusions factuelles du tribunal d'instruction d'Hiroshima sont très tôt traduites en anglais et imprimées. On les trouve en circulation dans des ouvrages scientifiques dès 1905.
Ils s'agit de (entre autres) :
- le vicomte Miura Gorō, ministre de la légation japonaise
- Okamoto Ryūnosuke, responsable de la légation[90] et ancien officier de l'armée japonaise
- Hozumi Torakurō, homme d'affaires
- Kokubun Shōtarō, responsable de la légation japonaise
- Inspecteur en chef Hagiwara Hidejiro, officier Watanabe Takajiro (渡辺 鷹次郎), officier Oda Toshimitsu (小田俊光), officier Naruse Kishiro (成瀬 喜四郎), officier Yokoo Yujiro (横尾 勇次郎), officier Sakai Masutaro (境益太郎), officier Shiraishi Yoshitaro (白石 由太郎), officier Kinowaki Yoshinori (木脇祐則), responsables de la légation japonaise (police de sécurité de la légation japonaise)[90].
- Sugimura Fukashi (杉村濬)[91], deuxième secrétaire de la légation japonaise[92], cercle restreint du ministre de la légation Miura. Dans son autobiographie Année Meiji 17~18, Le bilan des tourments en Corée (明治廿七八年在韓苦心録), il affirme unilatéralement que l'incident d'Eulmi était son propre plan, pas celui de Miura.
- Adachi Kenzō, ancien samouraï, rédacteur en chef du journal japonais en Corée Kanjō Shinpō (en) (漢城新報, également appelé Hanseong Shinbo en coréen)[4]
- le lieutenant-colonel Kusunose Yukihiko, officier d'artillerie dans l'armée impériale japonaise et attaché militaire à la légation japonaise en Corée, cercle restreint du ministre de la légation Miura
- Kunitomo Shigeaki[93], l'un des membres originaux de la Seikyōsha (« Société pour l'éducation politique »)[94]
- Shiba Shirō[91] (柴四朗), ancien samouraï, secrétaire particulier du ministre de l'Agriculture et du Commerce du Japon et écrivain qui a étudié l'économie politique à la Wharton School et à l'université Harvard[81]. Il avait des liens étroits avec le ministre de la légation japonaise Miura Gorō parce qu'il a contribué à ce que ce dernier devienne ministre de la légation résidente en Corée.
- Sase Kumatetsu, médecin[81]
- Terasaki Yasukichi (寺崎泰吉), vendeur de médicaments[51]
- Nakamura Tateo (中村楯雄)
- Horiguchi Kumaichi. En 2021, une lettre qu'il a envoyée à son ami a été trouvée, décrivant comment l'assassinat s'est produit et à quel point cela a été facile[95].
- Ieiri Kakitsu (家入嘉吉)
- Kikuchi Kenjō (菊池 謙讓)
- Hirayama Iwahiko (平山岩彦)
- Ogihara Hidejiro (荻原秀次郎)
- Kobayakawa Hideo (小早川秀雄), rédacteur en chef du Kanjō Shinpō[96]
- Sasaki Masayuki
- Isujuka Eijoh[97]

En Corée, le roi Gojong déclare le 11 février 1896 que les personnes suivantes sont les « quatre traîtres d'Eulmi (을미사적, Eulmisajeok) » :
- Jo Hui-yeon
- Yu Kil-chun
- Kim Hong-jip
- Jeong Byeong-ha

De nouvelles informations sont apparues en 2021 sous la forme de lettres privées écrites par un fonctionnaire consulaire japonais à son meilleur ami au Japon. Huit lettres (apparemment échangées contre les timbres sur les enveloppes) sont  envoyées par Kumaichi Horiguchi à Teisho Takeishi détaillant le rôle de Horiguchi dans le meurtre.